# شروق الشمس في الجنة (فلم)
شروق الشمس في الجنة، (بالإنجليزية: Sunrise in Heaven) فيلم أمريكي أُنتِج عام 2019، كتبهُ دان بنعمور وهو من بطولة كايلي كوان وكوربن برنسن ودي والاس ستون وإيرين بيثيا وجين جوتزون.

## روابط خارجية
- شروق الشمس في الجنة على موقع IMDb (الإنجليزية)
- شروق الشمس في الجنة على موقع روتن توميتوز (الإنجليزية)
- شروق الشمس في الجنة على موقع قاعدة بيانات الفيلم (الإنجليزية)
- شروق الشمس في الجنة على موقع ليتربوكسد (الإنجليزية)
- شروق الشمس في الجنة على موقع كينوبويسك (الروسية)